# أندرسون بويد
أندرسون بويد (بالإنجليزية: Anderson Boyd)‏ هو كاتب سيناريو أمريكي، ولد في 18 نوفمبر 1985 في رالي في الولايات المتحدة.

## وصلات خارجية
- أندرسون بويد على موقع IMDb (الإنجليزية)
- أندرسون بويد على موقع قاعدة بيانات الفيلم (الإنجليزية)